# Branka Topic
Branka Topic (født 1. marts 1994 i Mödling, Østrig) er en kvindelig østrigsk håndboldspiller, der spiller for Hypo Niederösterreich og Østrigs kvindehåndboldlandshold, som målvogter.